# Улица Декабристов (Екатеринбург)
У́лица Декабри́стов (до 1920-х годов — Александровский проспект) расположена в Центральном жилом районе Екатеринбурга от Университетского переулка (восточная ограда Ново-Тихвинского женского монастыря) до Восточной улицы, проходит через Ленинский и Октябрьский районы города. Протяжённость улицы с запада на восток составляет 3050 метров. Современное название было дано улице в память проезжавших через Екатеринбург декабристов..

## История и достопримечательности
Своё старое название (Александровский проспект) улица получила в честь пребывания в городе в 1824 году российского императора Александра I. Застройка улицы была начата в начале XIX века (по генеральному плану города 1804 года). На Александровском проспекте располагались женское епархиальное училище, странноприимный дом с Преображенской часовней, особняк Казанцева с театром и садом, особняк Блохиных. Через Исеть пролегал Царский (Александровский) мост, восточнее него улица проходила вдоль южной границы Сенной площади в малоэтажной застройке и завершалась столбами Сибирской заставы, от которой начинался Сибирский тракт.
Современная улица Декабристов, начинаясь от стен монастыря, спускается в долину Исети, пересекая магистральную улицу 8 марта. Вблизи этого перекрёстка находятся Вековая лиственница, Уральская академия государственной службы и Екатеринбургский экономико-технологический колледж. Также вдоль улицы находятся магазин «Уральская книга», корпуса 3-го и 6-го домов горсовета (построены в начале 1930-х), один из входов в комплекс Уральского гидрометеоцентра, городская больница № 27. На месте столбов Сибирской заставы в настоящее время установлены их модели, мало соответствующие оригиналам.
14 декабря 2000 года около входа в здание Уральского института управления был открыт памятник декабристам авторства скульптора В. С. Соколовой.

Памятник декабристам
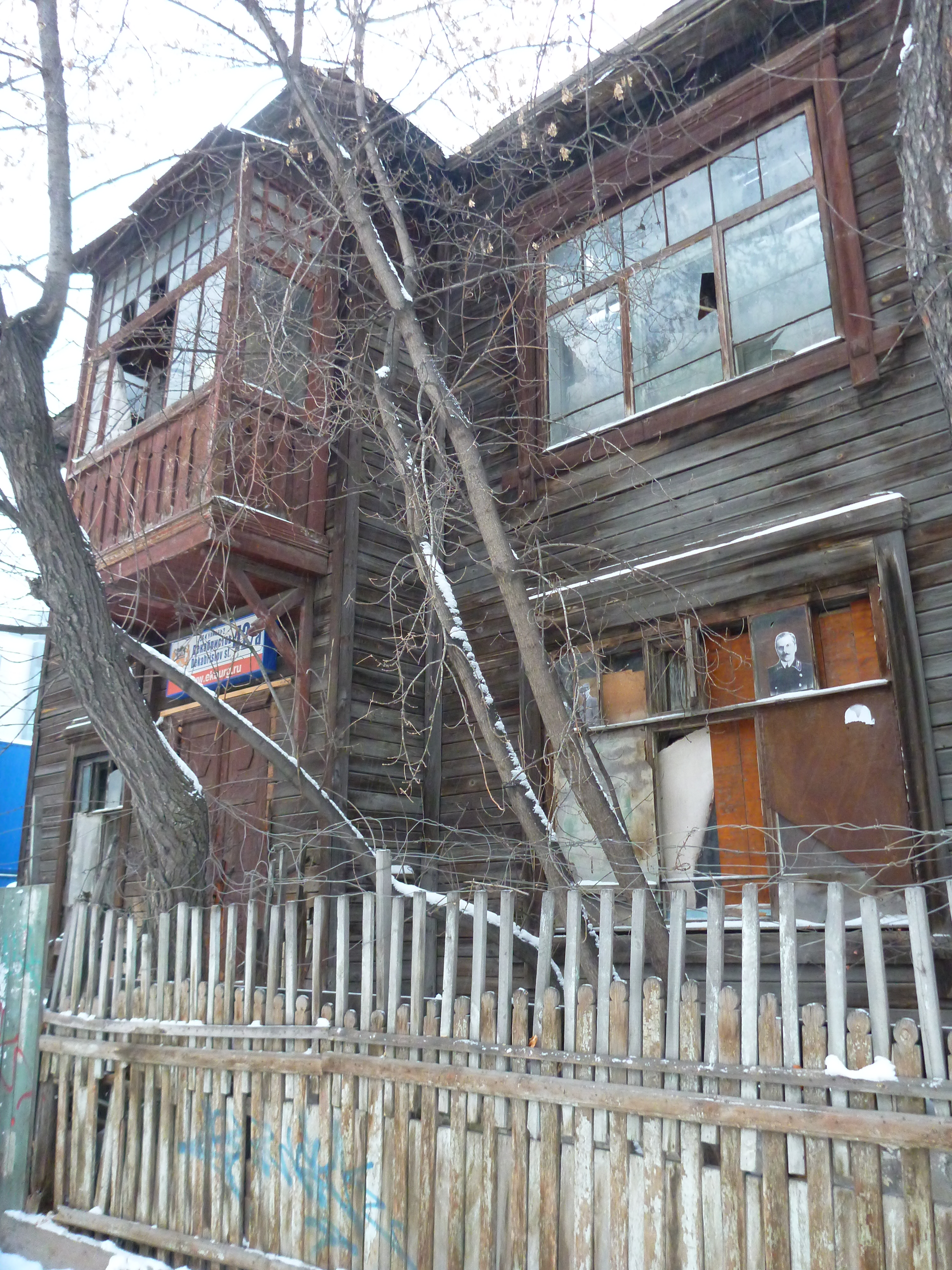
Дом Серебровских (1927 год), снесён в феврале 2021 года
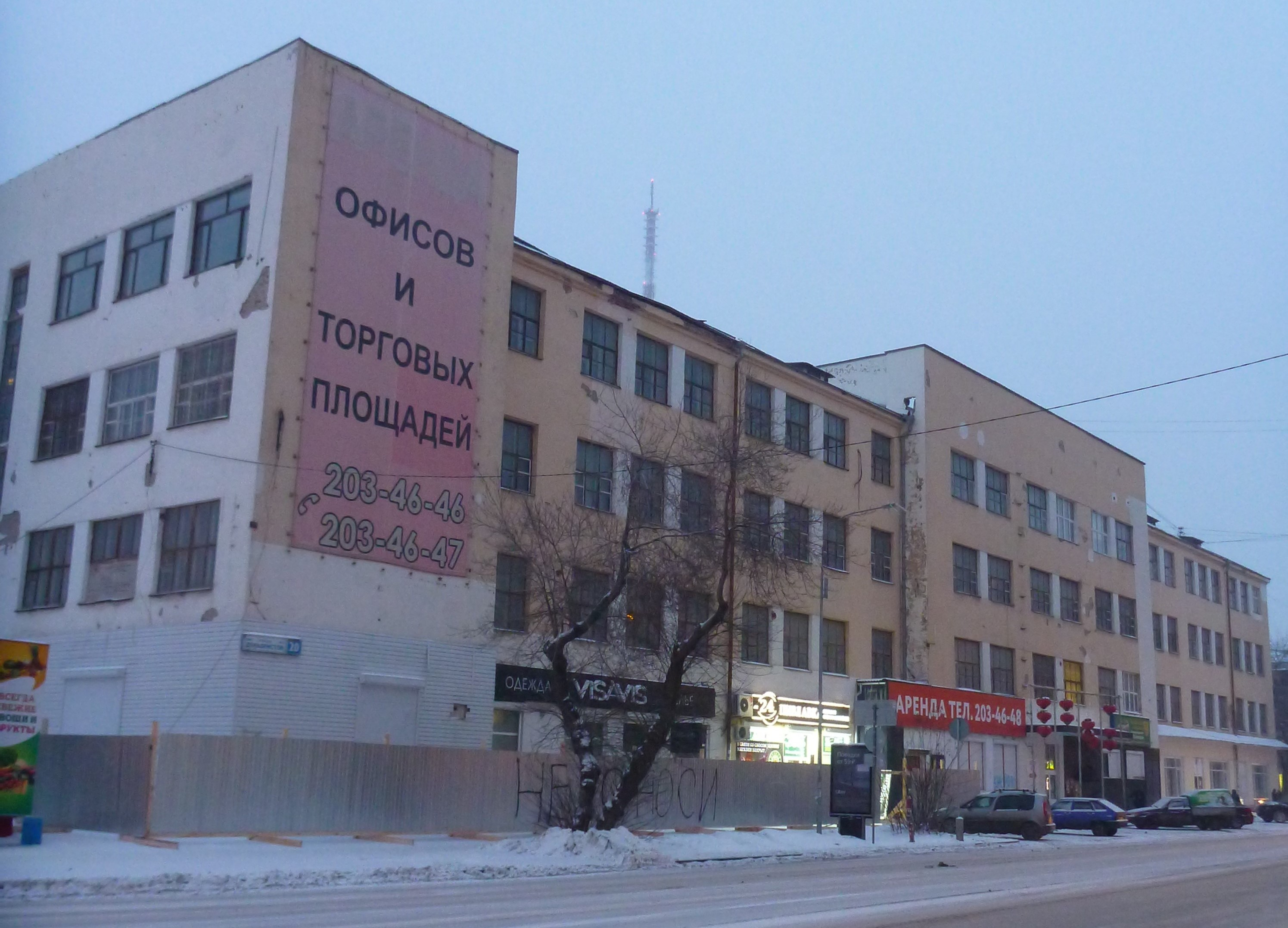
Здание ПРОМЭКТа (1929 год)
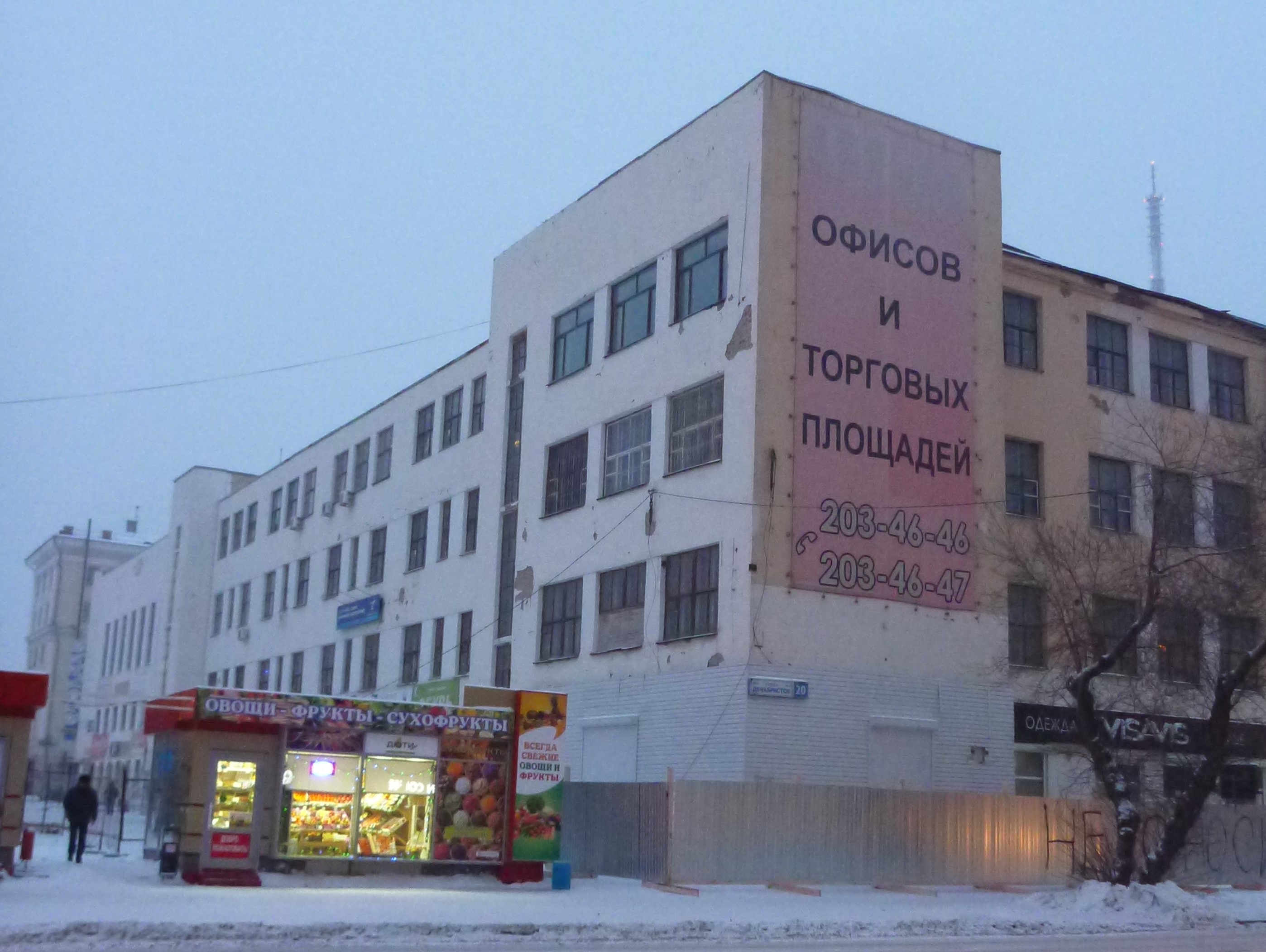
Здание ПРОМЭКТа (другой ракурс)
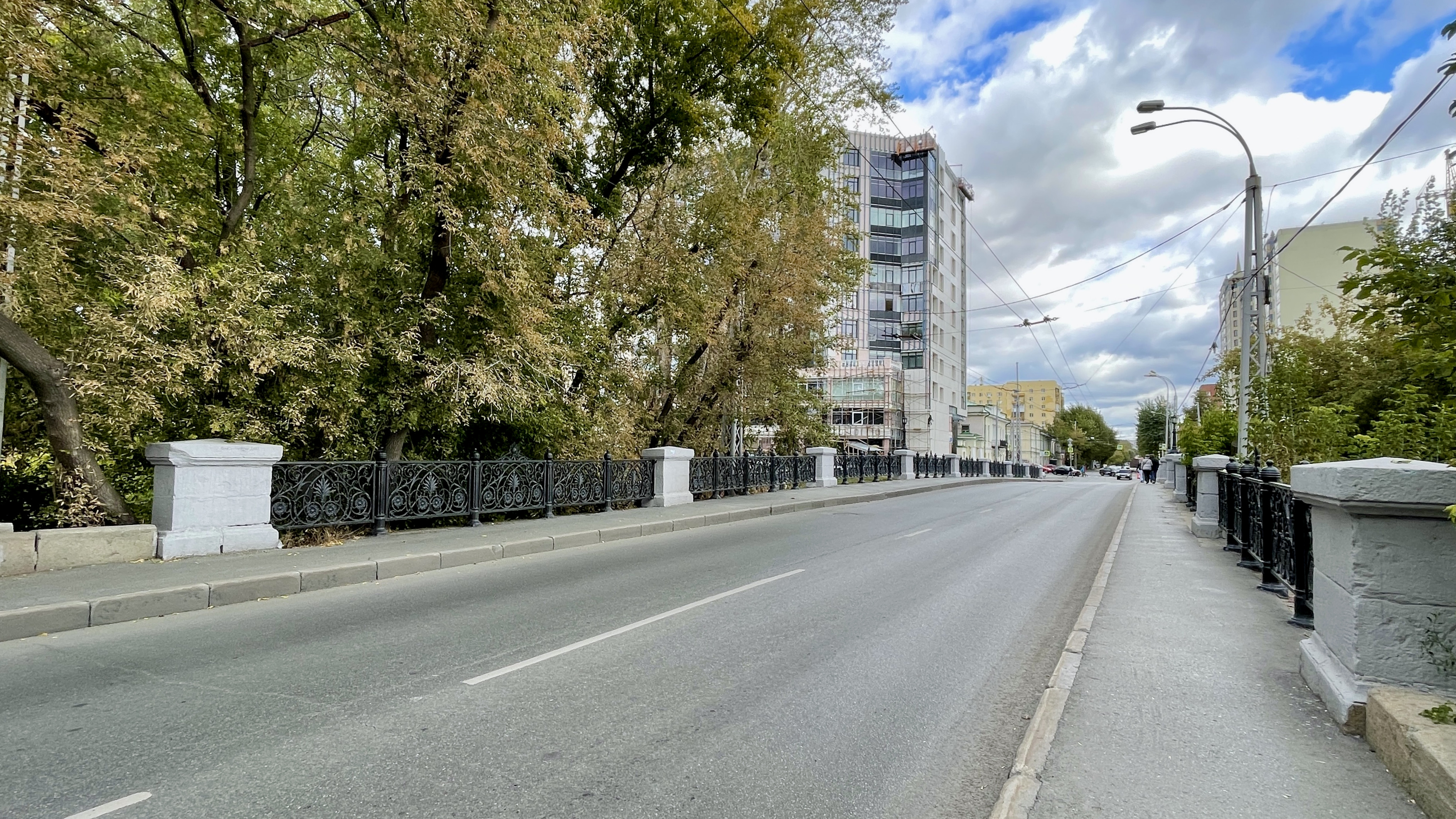
Царский мост
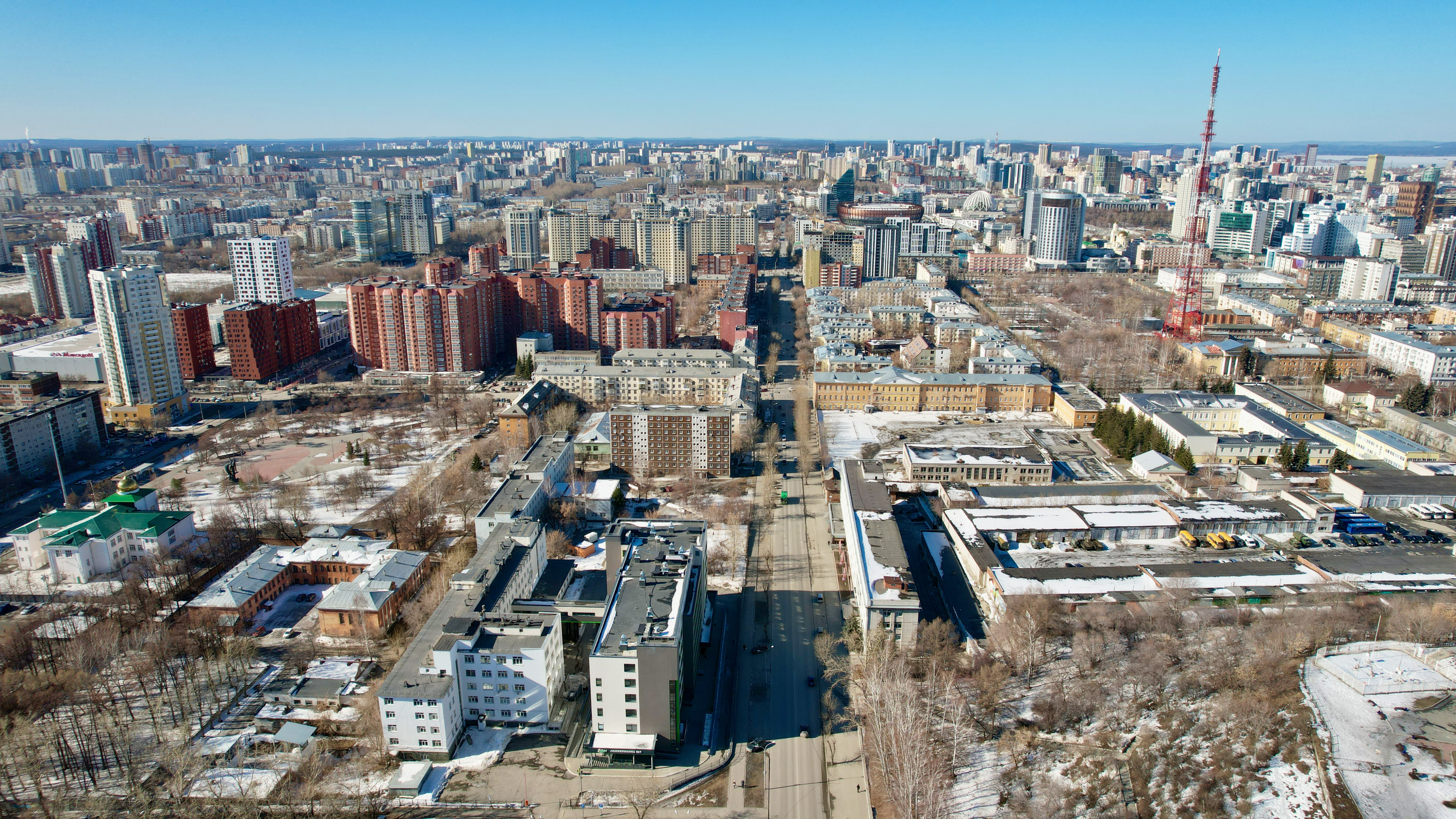
Вид с высоты на запад от Метеогорки

## Транспорт
По улице Декабристов проходят автобусные маршруты:
- 1 — в западном направлении от ул. Восточной до ул. Белинского; в восточном от ул. Луначарского до ул. Восточной
- 18 — в западном направлении от ул. Восточной до ул. Чапаева; в восточном от ул. Белинского до ул. Восточной
- 76 — в западном направлении от ул. Восточной до ул. 8 Марта; в восточном от ул. Белинского до ул. Восточной

Кроме того, на небольшом участке улицы от Белинского до Чапаева по ней (только в западном направлении) ходит троллейбус; на всём этом участке проходит 14 маршрут (на углу с Белинского находится его конечная остановка), а на участке от ул. Розы Люксембург до ул. Чапаева — также 1, 5, 6, 9, 11, 15 и 20 маршруты.